# Light and Space

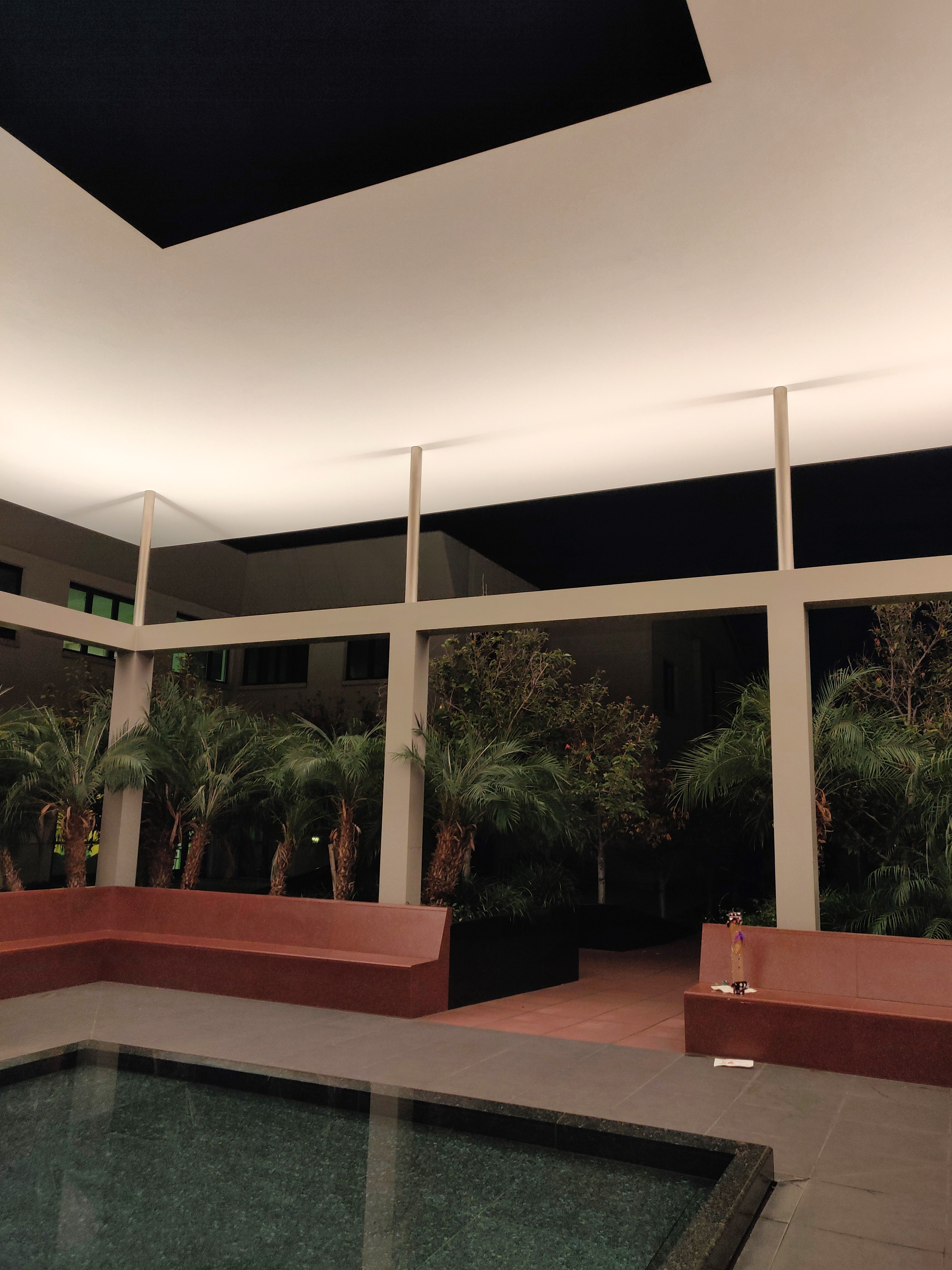
Dividing the Light (2007) de James Turrell's, installation au Pomona College

Light and Space est un mouvement artistique vaguement lié à l'op art, au minimalisme et à l'abstraction géométrique, né dans le sud de la Californie dans les années 1960 et influencé par John McLaughlin. Le mouvement se caractérise par une attention particulière aux phénomènes de perception, tels que la lumière, le volume et l'échelle, et à l'utilisation de matériaux tels que le verre, le néon, les lampes fluorescentes, la résine et l'acrylique moulé, constituant souvent des installations conditionnées par l'environnement de l'œuvre. Que ce soit en dirigeant le flux de lumière naturelle, en intégrant de la lumière artificielle dans des objets ou dans une architecture, ou en jouant avec la lumière à l'aide de matériaux transparents, translucides ou réfléchissants, les artistes Light and Space ont fait vivre l'expérience du spectateur à la lumière et à d'autres phénomènes sensoriels le centre de leur travail. Ils intégraient dans leur travail les dernières technologies des industries de l'ingénierie et de l'aérospatiale basées dans le sud de la Californie pour développer des objets sensuels remplis de lumière. 

## Artistes
La nature des œuvres est reflétée dans le titre de l'exposition à UCLA qui a introduit le mouvement émergent en 1971 : Transparency, Reflection, Light, Space: Four Artists (Transparence, réflexion, lumière, espace : quatre artistes). Le spectacle a présenté le travail de Peter Alexander, Larry Bell, Robert Irwin et Craig Kauffman. D'autres artistes associés au mouvement sont Ron Cooper, Mary Corse, Fred Eversley, John McCracken, Bruce Nauman, Maria Nordman, Eric Orr, Helen Pashgian, James Turrell, DeWain Valentine, Doug Wheeler et Elyn Zimmerman,. Un groupe célèbre d'artistes abstraits de la théorie des couleurs ont été influencés par le Mouvement Light and Space, notamment Frederick Spratt, Phil Sims, Anne Appleby et David Simpson. L'héritage du mouvement Light and Space est visible dans le travail d'importants artistes contemporains tels que Casper Brindle, Olafur Eliasson, Brigitte Kowanz, Ann Veronica Janssens, Jennifer Steinkamp, Kaloust Guedel, Phillip K. Smith III et Gisela Colon,.

## Expositions
L'art de Light and Space a été présenté lors de l'exposition d'art sur l'environnement de Germano Celant à la Biennale de Venise de 1976, intitulée "Ambiente / art futuriste à l'art corporel". Le mouvement a rarement été montré ensemble, comme Wheeler a rejeté à inclure dans les grandes expositions du musée, en raison de ses doutes que les œuvres seraient présentées dans la façon dont ils étaient destinés et Nordman refuse d'être dans des expositions de groupe Light and Space. En 2010, la galerie David Zwirner de New York a présenté une exposition historique intitulée « Atmosphères primaires », terme inventé par le critique d'art Dave Hickey pour décrire les contributions d'artistes de la Californie du Sud au mouvement Light & Space. Dans le cadre d'une série d'expositions financées par la Fondation J. Paul Getty au cours de l'initiative Pacific Standard Time de 2011, le Museum of Contemporary Art de San Diego a organisé la plus importante exposition de sondage consacrée à l'art perceptuel intitulée « Phenomenal: California Light, Space, Surface », organisée par Robin Clark, alors conservateur au musée. 